# Chukhrovite-(Y)
La chukhrovite-(Y) (simbolo IMA: Chk-Y) è un raro minerale del gruppo della chukhrovite appartenente alla famiglia degli "alogenuri" e con composizione chimica Ca3YAl2(SO4)F13 • 12H2O.

## Etimologia e storia
Il minerale era stato inizialmente chiamato chukhrovite nel 1960 da L.P. Ermilova, V.A. Moleva e R.F. Klevtsova in onore del mineralogista russo Fëdor Vasil'evič Čuchrov. Il suffisso -(Y) è stato aggiunto nel 1987, secondo la regola di Levinson per le specie con terre rare essenziali per indicare, in questo caso, la predominanza dell'ittrio e per distinguerla dalla chukhrovite-(Ce).

## Classificazione
La classica nona edizione della sistematica dei minerali di Strunz, aggiornata dall'Associazione Mineralogica Internazionale (IMA) fino al 2009, elenca la chukhrovite-(Y) nella classe "3. Alogeni" e nella sottoclasse "3.C Alogeni complessi"; questa viene ulteriormente suddivisa in base alla composizione del minerale, in modo tale da trovare la chukhrovite-(Y) nella sezione "3.CG Alluminofluoruri con CO3, SO4, PO4"dove forma il sistema nº 3.CG.10 insieme a chukhrovite-(Ca), chukhrovite-(Ce), chukhrovite-(Nd) e meniaylovite.
Questa classificazione è mantenuta invariata anche nell'edizione successiva, proseguita dal database "mindat.org" e chiamata Classificazione Strunz-mindat; qui, però, non compare la chukhrovite-(Ca), che sta in una sezione a parte.
Nella Sistematica dei lapis (Lapis-Systematik) di Stefan Weiß la chukhrovite-(Y) è elencata nella classe degli "alogenuri (fluoruri, cloruri, bromuri, ioduri)" e nella sottoclasse degli "alogenuri doppi (principalmente con OH,H2O)"; qui è nella sezione dei "fluoruri" dove forma il sistema nº III/C.01 insieme a leonardsenite, jakobssonite, gearksutite, acuminite, tikhonenkovite, artroeite, creedite, chukhrovite-(Ca), chukhrovite-(Ce), chukhrovite-(Nd) e meniaylovite.
Anche la classificazione dei minerali secondo Dana, usata principalmente nel mondo anglosassone, elenca la chukhrovite-(Y) nella famiglia degli "alogenuri"; qui è nella classe dei "composti alogenuri" e nella sottoclasse dei "composti alogenuri con vari anioni". Qui forma il "gruppo della chukhrovite" con il numero di sistema 12.1.5 insieme alla chukhrovite-(Ce).

## Abito cristallino
La chukhrovite-(Y) cristallizza nel sistema cubico nel gruppo spaziale Fd3 con la costante di reticolo a = 16,710 Å oltre ad avere 8 unità di formula per cella unitaria.

## Origine e giacitura
La chukhrovite-(Y) è stata trovata in zone di ossidazione di un deposito di molibdeno–tungsteno; la paragenesi è con anglesite, creedite, fluorite, gearksutite, halloysite e limonite.
La chukhrovite-(Y) è un minerale molto raro ed è stato trovato solo in pochi siti che sono: la sua località tipo, il deposito di tungsteno di "Kara-Oba", nella regione di Zhambyl (in Kazakistan); nel deposito di fluorite-stagno di "Yaroslavskoye" nel Territorio del Litorale e nel deposito di tantalio-niobio di "Katugin" nel Territorio della Transbajkalia, entrambi in Russia; nella cava di "Håkonhals" presso Hamarøy (nel Nordland in Norvegia); nella miniera "Uranus" presso Annaberg-Buchholz (in Sassonia, Germania).

## Forma in cui si presenta in natura
La chukhrovite-(Y) forma cristalli fino a 1 cm di dimensione. Sono traslucidi, con lucentezza da vitrea a grassa a perlacea, incolori o bianchi. Il colore del loro striscio è bianco.

## Proprietà
La chukhrovite-(Y) è radioattiva, avendo un'attività specifica di 98 Bq/g (le raccomandazioni della Code of Federal Regulations considerano radioattivo un materiale che superi i 70 Bq/g).
Il minerale è fortemente solubile in acido solforico diluito (H2SO4), così come in acido nitrico (HNO3) diluito.